# Саммерс, Монтегю
Ога́стес Монтегю́ Са́ммерс (англ. Augustus Montague Summers) (10 апреля 1880, Клифтон, Бристоль, Великобритания — 10 августа 1948, Ричмонд, Великобритания) — английский писатель, католический клирик и исследователь оккультизма.

## Юношеские годы и образование
Альфонсус Джозеф-Мэри Огастес Монтегю Саммерс родился в семье состоятельного банкира. Вследствие этого до 15 лет обучался дома, лишь два года посещал клифтонский колледж, который так и не закончил. Ещё в юности увлекся драматургией, создал дома кукольный театр («Toy-Theatre»), в котором самостоятельно разыгрывал драматические представления.
Несмотря на принадлежность его семьи к англиканской церкви, уже в юности увлёкся католической обрядностью, много путешествовал по Италии. С 1899 по 1903 годы учился в Тринити-колледже Оксфордского университета, где обращал на себе внимание окружающих тем, что жёг в своей комнате ладан. По словам Саммерса, в возрасте 21 года он впервые увидел привидение. После Оксфорда поступил в Личфилдский теологический колледж, где проучился 2 года. По окончании обучения получил степень магистра богословия.

## Рукоположение и начало литературной деятельности
В 1907 году вышел первый сборник его стихотворных произведения «Антиной и другие стихотворения», издание которого частично финансировалось самим автором. В сборнике содержатся как религиозные, так и декадентские стихи, например, один из текстов описывает чёрную мессу, а другой проникнут гомоэротическими мотивами. Один из критиков назвал сборник, к большому удовольствию Саммерса, «нижней точкой развращённой и развращающей литературы» («the nadir of corrupt and corrupting literature»). Сборник был переиздан в 1995 году. В дальнейшем писатель практически не создавал стихотворных произведений.
В 1908 году Саммерс был рукоположён в сан диакона. Начал службу сперва в приходе в Бате, а потом в Биттоне (близ Бристоля). Один из друзей отметил, что именно в это время Саммерс увлёкся демонологией. Однако на этом месте он находился недолго, так как был вынужден покинуть его по обвинению в гомосексуализме.

## Переход в Католицизм и продолжение литературной карьеры
В 1909 году Саммерс наконец официально сделал то, к чему давно лежала его душа — перешёл в католическую церковь. Сперва он был учителем в католическом колледже, затем обучался в католической семинарии. 28 декабря 1910 года он был включён в состав католического клира, и впоследствии называл себя священником, хотя данные о его членстве к каком-нибудь ордене или епархии отсутствуют.
До 1926 года занимался педагогической деятельностью. По словам учеников, он был странным, но хорошим учителем. Эту деятельность он совмещал с исследованиями в области драматического искусства эпохи Реставрации, подготовив к изданию несколько собраний сочинений, а также написал несколько статей и одну библиографию на указанную тему. Так же Саммерс был театральным продюсером — его стараниями на сцене было поставлено 26 полузабытых пьес. В 1926 году финансовое положение позволило ему, наконец, прекратить работу в качестве учителя и заняться независимыми исследованиями интересующих его вопросов.

## Исследования в области демонологии
Саммерсу предложили поучаствовать в издании серии «История цивилизации». Учёный согласился и его первой книгой в указанной серии стала изданная 13 октября 1926 года «История ведьмовства и демонологии» («The History of Witchcraft and Demonology»), ставшая самой знаменитой его книгой. Книга написана тяжелым стилем, порой отсутствуют логические связи между разделами, тем не менее она содержит колоссальный фактологический материал. Опираясь на него, Саммерс провозгласил тезис, который был крайне изумительным для науки XX века — ведовство существует и преследование ведьм вовсе не было необоснованным. Первый тираж книги был раскуплен в течение нескольких дней. Успех данного издания подвиг Саммерса продолжить в этом направлении — в течение нескольких последующих лет им были написаны и изданы книги по географии ведовства, оборотничеству и вампиризму.
Помимо этого он перевёл и издал труд католического теолога и юриста Лудовико Синистрари «De Daemonialitate», посвящённый демонологии, в частности инкубами и суккубам. Саммерс издал так же ещё несколько редких книг по указанной тематике, в том числе работу охотника за ведьмами Мэтью Хопкинса. В 1929 году он перевёл и издал самый знаменитый текст по демонологии «Молот ведьм».
В том же 1929 году Саммерс переселился из Лондона в Оксфорд, где регулярно посещал мессу в одной из католической церквей города. Вместе с тем он оборудовал дома частную молельню. В это время он познакомился с Гектором Стюарт-Форбсом, который стал его секретарём. В 1931 году Саммерс издал свою первую антологию историй о привидениях — «Сверхъестественный омнибус». Затем он издал ещё несколько антологий о сверхъестественных явлениях. В последние годы жизни Саммерс занимался историей готического романа.

## Последние годы жизни
После начала войны Саммерс с Стюартом-Форбсом переехали в Ричмонд, где писатель публиковал свой последний значительный труд — «Готическая библиография». В это время Саммерс сблизился с Алистером Кроули.
В послевоенные годы Саммерс тяжело болел и 13 августа 1948 года был найден мёртвым в своем рабочем кабинете. На его похоронах помимо Стюарта-Форбса присутствовали лишь четыре человека. Стюарт-Форбс, согласно завещанию Саммерса, был определён как наследник, однако вследствие юридической путаницы не смог вступить в права наследования, а вскоре и сам скончался.
Похоронен Монтегю Саммерс вместе с Гектором Стюартом-Форбсом на Ричмондском кладбище. На их надгробном памятнике сделана надпись «Tell me strange things» («Расскажите мне что-нибудь странное») — этими словами писатель часто обращался к кому-нибудь из встреченных им знакомых.

## Труды
Поэзия и драма
- Antinous and Other Poems, 1907
- William Henry (play), 1939
- Edward II (play), 1940

Проза
- The Grimoire and Other Ghostly Tales, 1936
- Six Ghost Stories, 1937
- The Sins of the Fathers, 1947
- Supernatural Tales, 1947

Редакции и переводы
- Works of Mrs. Aphra Behn, 1915
- Complete Works of Congreve, 1923
- Complete Works of Wycherley, 1924
- The Castle of Otranto by Horace Walpole, 1924
- The Complete Works of Thomas Shadwell, 1927
- Covent Garden Drollery, 1927
- Horrid Mysteries by the Marquis de Grosse 1927 (part of an incomplete edition of the Northanger Horrid Novels).
- The Necromancer of the Black Forest by 'Ludwig Flammenberg' 1927 (part of an incomplete edition of the 'Northanger Horrid Novels').
- Sinistrati’s Demoniality, 1927
- The Malleus Maleficarum of Heinrich Kramer and Jacob Sprenger, 1928
- The Discovery of Witches, 1928 by Matthew Hopkins
- The Compendium Maleficarum by Francesco Maria Guazzo, translated by E.A. Ashwin, 1929
- Demonolatry by Nicolas Remy, translated by E.A. Ashwin, 1930
- The Supernatural Omnibus, 1931
- Victorian Ghost Stories, 1936
- The Complete Works of Otway, 1936

Исследования по оккультизму
- The History of Witchcraft, 1926
- The Geography of Witchcraft, 1927
- The Vampire: His Kith and Kin, 1928
- The Vampire in Europe, 1929
- The Werewolf, 1933
- A Popular History of Witchcraft, 1937
- Witchcraft and Black Magic, 1946
- The Physical Phenomena of Mysticism, 1947.

Прочие труды
- St. Catherine of Siena, 1903
- Lourdes, 1904
- A Great Mistress of Romance: Ann Radcliffe, 1917
- Jane Austen, 1919
- St. Antonio-Maria Zaccaria, 1919
- Architecture and the Gothic Novel, 1931
- The Restoration Theatre, 1934
- Essays in Petto 1933
- The Playhouse of Pepys, 1935
- The Gothic Quest: a History of the Gothic Novel 1938
- A Gothic Bibliography 1940

## Книги, изданные на русском языке
- Саммерс М. Ганноверский вампир // Они появляются в полночь : Антология редкой литературы о вампирах / Сост. В. В. Громовой; Пер. с англ. А. В. Чикина, И. В. Феоктистовой; Худож. А. Л. Бондаренко. — М.: Ренессанс, 1993. — 380 с. — (Мир мистики). — 100 000 экз. — ISBN 5-8396-0041-5.
- Саммерс М. История колдовства = The History of Witchraft / Пер. с англ. А. М. Лотменцев. — М.: Олма-Пресс, 2002. — 416 с. — (Зловещие страницы истории). — 7000 экз. — ISBN 5-224-03166-4.
- Саммерс М. История вампиров = The Vampire / Пер с англ. Р.  Ш. Ахунов. — М.: Олма-Пресс, 2002. — 448 с. — (Зловещие страницы истории). — 5000 экз. — ISBN 5-224-03411-6.
- Саммерс М. Вампиры в верованиях и легендах = The Vampire in Lore and Legend / Пер с англ. Л.  А. Карпова. — М.: Центрполиграф, 2010. — 352 с. — 3000 экз. — ISBN 978-5-9524-4941-1.